# Ixtlapalaco (västra Tamazunchale kommun)
Ixtlapalaco är en ort i Mexiko.   Den ligger i kommunen Tamazunchale och delstaten San Luis Potosí, i den sydöstra delen av landet, 200 km norr om huvudstaden Mexico City. Ixtlapalaco ligger 356 meter över havet och antalet invånare är 246.
Terrängen runt Ixtlapalaco är kuperad österut, men västerut är den bergig. Terrängen runt Ixtlapalaco sluttar österut. Runt Ixtlapalaco är det ganska tätbefolkat, med 56 invånare per kvadratkilometer. Närmaste större samhälle är Tamazunchale, 5,6 km öster om Ixtlapalaco. I omgivningarna runt Ixtlapalaco växer huvudsakligen savannskog.